# Ausgerechnet Sibirien
Ausgerechnet Sibirien ist eine deutsche Filmkomödie aus dem Jahr 2012. Der Film startete am 10. Mai 2012 im Majestic Filmverleih.

## Handlung
Der geschiedene Logistikfachmann Matthias Bleuel wird aus einem Leverkusener Modeversandhandel von seinem Chef Fengler zu einer Dienstreise in die  Verkaufsstelle des Unternehmens im sibirischen Kemerowo geschickt. Um sich annähernd zurechtfinden zu können, bekommt er den Dolmetscher Artjom zur Seite gestellt, der die größten Kulturschocks des pedantischen Deutschen abfedern soll.
Bei einem Spaziergang durch die Stadt hört er zufällig den Kehlkopfgesang der schorischen Sängerin Sajana. Er wird ihr vorgestellt und ist so fasziniert von ihr, dass er seinen Heimflug nicht antritt. Als er sie besuchen will, erfährt er, dass sie zu einem Konzert in Bergschorien gereist ist, und fährt ihr nach. Als er sie schließlich trifft, fahren sie gemeinsam zum Dorf ihrer Mutter, einer Schamanin. Matthias und Sajana kommen sich näher, doch schließlich reist er zurück nach Deutschland. Zwischenzeitlich hat sein Unternehmen den Handel mit Russland eingestellt. Bleuel kündigt und reist zurück zu Sajana nach Sibirien, gibt Artjom und dessen Freund seinen Wohnungsschlüssel, nachdem er von Ilka erfahren hat, dass sie schwanger ist. Als letzte Einstellung des Films springt Bleuel zum Winterbaden in den zugefrorenen See.

## Rezeption
„Ausgerechnet Sibirien folgt jener Holzschnitt-Dramaturgie, die schon seit den Heimat- und Fernwehfilmen der fünfziger Jahre erprobt ist: Zivilisationskranker wird in freier Wildbahn kuriert. Das Pressematerial besitzt immerhin genug Humor, selbst drauf hinzuweisen, dass die Aussteiger von einst mit ihrem Esoterik-Fimmel genauso kleinkariert wie ihre Wirtschaftswunder-Eltern denken: ‘die Art Selbstfindungsgeschichte, die klassischerweise in der Toskana oder der Provence angesiedelt ist.’ […] Und so spult Spielleiter Ralf Huettner, dessen Wohlfühl-Movie 'Vincent will Meer' letztes Jahr den Deutschen Filmpreis gewann, risikolos sein Repertoire ab, mixt etwas Klamauk mit etwas Gefühlsseligkeit und blättert urige Naturpanoramen auf.“

„Der Film ist eine anrührende, zauberhaft poetische Erzählung, die auf Michael Ebmeyers Roman „Der Neuling“ basiert und vorwiegend mit russischen Schauspielern besetzt ist.“

„Schematische Komödie mit eher schlichten Gags und nur wenigen stimmigen Momenten; eine unoriginelle Variante kultureller Klischees.“